# Altdorf, Esslingen
Altdorf är en kommun och ort i Landkreis Esslingen i regionen Stuttgart i Regierungsbezirk Stuttgart i förbundslandet Baden-Württemberg i Tyskland.
Kommunen ingår i kommunalförbundet Neckartenzlingen tillsammans med kommunerna Altenriet, Bempflingen, Neckartailfingen, Neckartenzlingen och Schlaitdorf.